# Parte di Tramontana
La Parte di Tramontana è una delle due fazioni del Gioco del Ponte di Pisa.

## Caratteristiche
È collocata a nord del fiume Arno ed è suddivisa in sei magistrature.
| Magistratura  | Quartiere                                    | Motto                                                        |
| ------------- | -------------------------------------------- | ------------------------------------------------------------ |
| Santa Maria   | Santa Maria                                  | Alla giornata                                                |
| San Francesco | San Francesco                                | M'arde d'onor la fiamma                                      |
| San Michele   | San Michele, San Biagio, Cisanello, Pisanova | Melius est dare quam accipere                                |
| Mattaccini    | Porta a Lucca, San Jacopo, Gagno, I Passi    | Vincere bisogna                                              |
| Satiri        | Barbaricina, San Rossore, CEP                | Vecchio e decrepito io sono ma portami rispetto o ti bastono |
| Calci         | Calci, La Gabella                            | Numquam retrorsum                                            |

Il motto è Numquam retrorsum. Dal 1982 (anno della ripresa del gioco) al 2012 conta 18 vittorie. Ha sede nel Parco della Cittadella.
Al giugno 2019 il "Generale" è Matteo Baldassari ed il "Luogotenente Generale" è Antonio Pucciarelli.